# Antoni Jaromin
Antoni Jaromin (ur. 1913 w Nikiszowcu, zm. 1992) – górnośląski malarz prymitywista, członek Grupy Janowskiej.

## Życiorys
Przed II wojną światową pracował w kopalni „Giesche”. Po powrocie z wojny  został  gospodarzem Domu Kultury kopalni „Wieczorek”. Był związany „Grupą Janowską” od początku jej powstania. Tematami jego prac były przede wszystkim pejzaże. Wybierał  motywy z natury: drzewa, pola, stawy i jeziora. Obrazy malarza znajdują się obecnie w muzeach m.in. w Muzeum Historii Katowic, Muzeum Śląskim w Katowicach, Muzeum Miejskim w Zabrzu i Muzeum Górnośląskim w Bytomiu. O życiu i twórczości „Grupy Janowskiej” Lech Majewski nakręcił pełnometrażową opowieść pt. Angelus.